# Frederick Adam
Pour les personnes ayant le même patronyme, voir Adam (homonymie).
Frederick Adam, né le 17 juin 1784 à Blair-Adam dans le Kinross-shire en Écosse et mort le 17 août 1853 à Londres, est un major-général présent à la bataille de Waterloo, où il commande la 3e brigade légère de l'armée britannique.

## Biographie
Frederick Adam est d'origine écossaise. À 14 ans, il rejoignit la British Army. Il reçut une formation d'artilleur et devint officier la même année.
Il participa aux campagnes aux Pays-Bas et en Égypte sous les ordres de Sir Ralph Abercromby. Il fut promu major en 1803 et lieutenant-colonel en 1804. De 1806 à 1811 il fut en garnison en Sicile. En 1812 et 1813, il combattit en Espagne. Il fut grièvement blessé à Alicante et Ordal.
Le 18 juin 1815, vers la fin de la bataille de Waterloo, après que la Garde n'a pas réussi à percer le centre britannique, elle essaya de se regrouper au sud de La Haye Sainte. Une charge de la brigade du général Adam sema la confusion dans ses rangs et elle recula vers La Belle Alliance.
Là, la Garde se forma en carrés. La brigade d'Adam chargea le carré qui se trouvait sur la droite des Britanniques et à nouveau y sema le trouble. C'est là que le colonel Hugh Halkett reçut la réponse du général Cambronne à une offre de reddition.

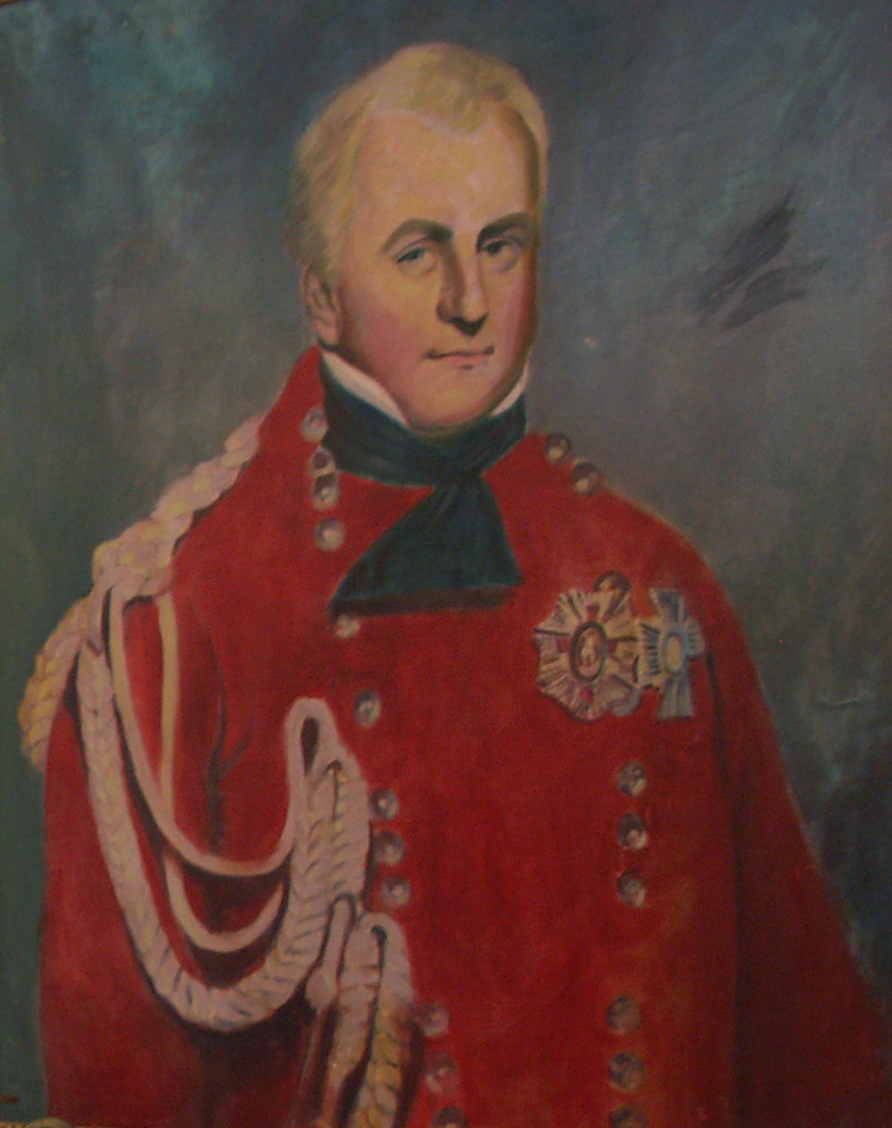
Portrait de Sir Frederick Adam à Corfou.

De 1817 à 1824, Adam poursuivit sa carrière militaire. En 1820, il épousa, à Corfou, Diamantina Palatianou, appelée Nina, née en 1797 dans une des plus anciennes familles de Corfou. De 1824 à 1832, il fut un des Lord High Commissioner auprès de la République des Îles Ioniennes. Par ses réalisations, il se rendit très populaire auprès des Corfiotes. Il fit, entre autres, construire la villa Mon Repos, résidence d'été des gouverneurs britanniques, puis de la famille royale de Grèce. D'octobre 1832 à mars 1837 il fut gouverneur de Madras.

## Distinctions
- Ordre du Bain